# ریسترتو

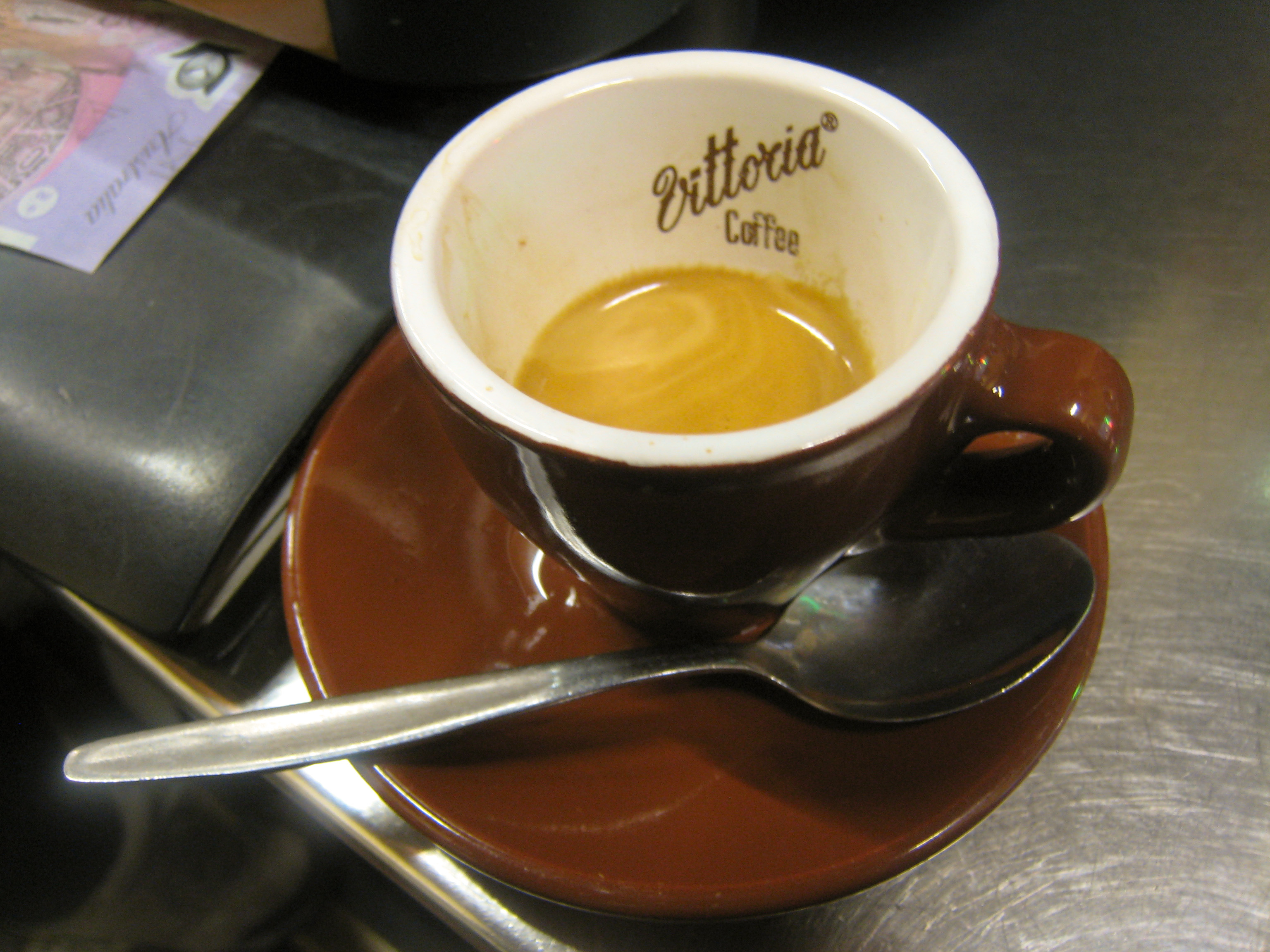

ریسترتو همان اسپرسو می‌باشد در حجم و اندازه کوچکتر و غلیظ تر مشابه اسپرسو می‌باشد که معنای اسپرسوی کوچک‌شده نیز تعبیر می‌شود. تلخی بیشتر از ویژگی‌های این نوشیدنی می‌باشد. یک فنجان ریسترتو ۲۰ میلی لیتر است. در واقع بزرگ‌ترین تفاوت اسپرسو و ریسترتو در حجم است. به‌طور کلی فرایند زمان عصاره‌گیری و حجم در ریسترتو کوتاه‌تر است.
از نظر حجمی دو فنجان قهوه ریسترتو برابر یک فنجان اسپرسو می‌باشد.
به عنوان مثال اگر میزان ۲۰ گرم پودر قهوه را درون پرتافیلتر دستگاه اسپرسو ساز بریزیم و عصاره‌گیری کنیم؛ اگر ۲۰ گرم عصاره بگیریم، ریسرتو به دست می‌آید، اگر ۴۰ گرم عصاره بگیریم، اسپرسو به دست می‌آید و اگر ۶۰ گرم عصاره بگیریم، لانگو به دست می‌آید.